# Burlesque (Soundtrack)
Burlesque ist ein Soundtrackalbum von Christina Aguilera und Cher zum Film Burlesque, das im November 2010 erschien. Das Album enthält insgesamt zehn Titel, acht Titel wurden von Aguilera aufgenommen und zwei von Cher, es waren Chers erste Aufnahmen seit 7 Jahren.

## Entstehung und Produktion
Nachdem Christina Aguilera die Arbeiten an ihrem vierten Studioalbum Bionic beendet hatte, begann sie mit den Produzenten Tricky Stewart an den Arbeiten am Soundtrackalbum zum Film Burlesque. Zusammen schrieben Aguilera und Stewart die ersten Lieder des Soundtracks, Show Me How You Burlesque und Express. Stewart produzierte außerdem weitere Titel des Albums. Er produzierte auch zwei Remakes zum Soundtrack – Somethings Got a Hold On Me und Tough Lover. Songwriter Claude Kelly bestätigte, dass er drei Lieder für den Film schreibe.
Singer-Songwriter Sia arbeitete mit Aguilera an einem Titel zum Film. Produzent Danja arbeitete ebenfalls am Soundtrack mit. Linda Perry und Ron Fair beteiligten sich auch an den Arbeiten zum Soundtrack. Cher nahm zwei Lieder für das Album auf: das Titellied Welcome to Burlesque und die Power-Ballade You Haven’t Seen the Last of Me, die von Diane Warren geschrieben und von Matt Serletic produziert wurde. Das Lied ist Chers erstes Lied seit sieben Jahren. Aguilera erklärte, sie wolle für den Soundtrack einen ähnlichen Sound wie bei ihrem Album Back to Basics aus dem Jahre 2006, mit einem modernen Sound und einem „kräftigen Bassrhythmus, Old-School Trompeten – und so weiter, halt mit dem Sound der 20er, 30er, 40er in einem modernen Stil, im Burlesque-Thema“. Sie erklärte weiterhin, dass der Titel Bound to You ihr Lieblingsstück auf dem Album sei; sie schrieb das Lied gemeinsam mit der Musikerin Sia.

## Veröffentlichung und Promotion
Für die Promotion zum Soundtrack nutzte Aguilera den Etta-James-Klassiker Something Got a Hold On Me. Dann veröffentlichte sie im November 2010 die Promo-Single But I Am a Good Girl. Das Album wurde als Album-Box, mit einem Film-Poster, einer Ultimate Remix Deluxe Platin Edition, einer 30.min DVD-Doku Burlesque: Behind The Scenes und einem Harcover-Buch mit 172 Seiten über die Entstehung des Films und den Soundtrack und mit wissenswerten Informationen über Christina Aguilera und Cher, veröffentlicht. Die Album-Box erschien nur in streng limitierten Auflagen und sollte den Startschuss für die Veröffentlichung des eigentlichen Albums geben. Am 18. November 2010 sang Aguilera den Titel Bound to You und gab Jay Leno ein Interview. Am 19. November 2010 gab Aguilera ein weiteres Fernseh-Interview mit Ellen Degeneres, danach sang sie einen Titel des Soundtracks, den Etta-James-Klassiker Somethings Got a Hold On Me. Christina Aguilera präsentierte die erste Singles des Albums, Express live bei den American Music Awards 2010 und gab anschließend ein Interview über ihr persönliches Leben und über den Film und die Promotion zum Soundtrack und den Film, mit Chelsea Handler. In der gleichen Nacht sang Aguilera erneut den Etta-James-Klassiker Somethings Got a Hold on Me in Conan O’Briens Show Conan; anschließend gab sie ein Interview über die Promotion zum Soundtrack und dem Film. Aguilera trat auch bei Dancing With the Stars live auf, und zum ersten Mal sang sie den Titel Show Me How You Burlesque.

## Titelliste
| #   | Titel                                | Autoren | Interpretation     | Länge |
| --- | ------------------------------------ | --- | ------------------ | ----- |
| 1.  | Something’s Got a Hold on Me         | Etta James, Leroy Kirkland, Pearl Woods | Christina Aguilera | 3:04  |
| 2.  | Welcome to Burlesque                 | Charlie Midnight, John Patrick Shanley, Matthew Gerrard, Steve Lindsey                                                                                               | Cher               | 2:46  |
| 3.  | Tough Lover                          | James, Joe Josea | Christina Aguilera | 2:00  |
| 4.  | But I Am a Good Girl                 | Alain Bernardini, Jacques Morali, Steve Antin | Christina Aguilera | 2:29  |
| 5.  | Guy What Takes His Time              | Ralph Rainger | Christina Aguilera | 2:43  |
| 6.  | Express                              | Christina Aguilera, Christopher Stewart, Claude Kelly | Christina Aguilera | 4:20  |
| 7.  | You Haven’t Seen the Last of Me      | Diane Warren | Cher               | 3:30  |
| 8.  | Bound to You                         | Aguilera, Samuel Dixon, Sia (Sängerin) | Christina Aguilera | 4:23  |
| 9.  | Show Me How You Burlesque            | Aguilera, Kelly, Stewart | Christina Aguilera | 2:59  |
| 10. | The Beautiful People (aus Burlesque) | Ron Fair, Ester Dean, Stefanie Ridel, Tommy Lee James, Nicole Scherzinger, Laura Pergolizzi, Melvin K. Watson, Larry Summerville Jr., Marilyn Manson, Twiggy Ramirez | Christina Aguilera | 3:32  |

## Singleauskopplungen
Die erste Single des Soundtracks Express hatte seine Premiere bei Ryan Seacrests KIIS FM Radio Show am 3. November 2010. Offiziell wurde das Lied am 19. November 2010 veröffentlicht. Chers Ballade You Haven’t Seen the Last of Me wurde am 14. Dezember 2010 veröffentlicht. Ende November erschienen 4 offizielle Remixversionen zum Titel. Im Februar 2011 wurde es als Maxi-Single veröffentlicht.
Sonstiges:
- You Haven’t Seen the Last of Me erreichte in den U.S. Dance/Club Play Songs Platz 1.
- Show Me How You Burlesque erreichte in den Billboard Hot 100 Platz 70 und in den Canadian Hot 100 Platz 92.

## Rezensionen
Stephen Thomas Erlewine von Allmusic lobte das Album und bezeichnete es als Aguileras musikalisches Comeback, nach ihrem mäßigen Erfolg mit Bionic, der Soundtrack sei die Fortsetzung von ihrem Album Back to Basics. Er lobte auch die Produktion des Soundtracks und den Erfolg der Kompositionen, dann sagte er: „Dieses Albums ist prima, besonders wenn Christina ihre Hüften zu Etta James schwingt, somit erzeugt Aguilera einige Nachfolger von Ain’t No Other Man auf Burlesque“. Das Slant Magazine gab dem Album 3 von 5 Sternen; Eric Henderson bezeichnete das Album „als Kollection von Post-Disco Boogie-Remakes und -Neukreationen“. Die The New York Daily News gaben dem Album eine gemischte Meinung und schrieben „Cher gibt alles mit ihren 64 Jahren in ihrem Titel, dabei kommt eine gute Ballade rüber“, aber bei „Christina kommen keine Emotionen und Gefühle zustande“.

## Kommerzieller Erfolg

### Chartplatzierungen
Burlesque avancierte zum Top-10-Erfolg in Australien (Rang 2), Neuseeland und Österreich (je Rang 5) und der Schweiz (Rang 8).
| ChartsChartplatzierungen       | Höchstplatzierung | Wochen |
| ------------------------------ | ----------------- | ------ |
| Deutschland (GfK)              | 12 (8 Wo.)        | 8      |
| Österreich (Ö3)                | 5 (11 Wo.)        | 11     |
| Schweiz (IFPI)                 | 8 (21 Wo.)        | 21     |
| Vereinigte Staaten (Billboard) | 18 (53 Wo.)       | 53     |

| ChartsJahrescharts (2011)      | Platzierung |
| ------------------------------ | ----------- |
| Schweiz (IFPI)                 | 92          |
| Vereinigte Staaten (Billboard) | 53          |

### Auszeichnungen für Musikverkäufe
| Land/Region                  | Auszeichnungen für Musikverkäufe (Land/Region, Auszeichnung, Verkäufe) | Verkäufe  |
| ---------------------------- | ---------------------------------------------------------------------- | --------- |
| Australien (ARIA)            | Platin                                                                 | 70.000    |
| Deutschland (BVMI)           | Gold                                                                   | 100.000   |
| Kanada (MC)                  | Gold                                                                   | 40.000    |
| Neuseeland (RMNZ)            | Platin                                                                 | 15.000    |
| Japan (RIAJ)                 | Gold                                                                   | 100.000   |
| Vereinigte Staaten (RIAA)    | Gold                                                                   | 779.000   |
| Vereinigtes Königreich (BPI) | Gold                                                                   | 100.000   |
| Insgesamt                    | 5× Gold · 2× Platin ·                                                  | 1.204.000 |

Hauptartikel: Christina Aguilera/Auszeichnungen für Musikverkäufe